# Rhaphidophora araea
Rhaphidophora araea är en kallaväxtart som beskrevs av Peter Charles Boyce. Rhaphidophora araea ingår i släktet Rhaphidophora och familjen kallaväxter. Inga underarter finns listade.